# Алесенко, Василий Антонович
Василий Антонович Алесенко (23.02.1926, д. Васильевка, Стародубского района, Брянской области — 28.07.1981) — бригадир бригады ГРОЗ шахты № 66-67 «Маяк»

## Биография
Родился 23 февраля 1926 года в деревне Васильевка Стародубского района Брянской области в семье крестьянина. Трудовую деятельность начал в 1941 году разнорабочим в совхозе «Красный Октябрь».
С ноября 1943 по 1955 служил в рядах Советской Армии. С 1943 по 1945 годы находился на фронтах ВОВ. Во время войны в звании старшины служил стрелком, радистом. Был награждён двумя медалями «За боевые заслуги», «За победу над Германией в Великой Отечественной войне 1941—1945 гг.».
В марте 1958 года он переехал в город Свердловск, где окончил курсы машинистов-механиков угольных комбайнов, изучил комплексы КМ-87 и комбайн БК-52. С октября 1958 года работал на шахте № 66-67 горнорабочим очистного забоя, с 1963 года возглавлял бригаду и руководил ею до 1977 года. В январе 1970 года комплексом КМ-87 с комбайном БК-52 был установлен всесоюзный рекорд — добыто 50 тысяч 122 тонны угля. За освоение механизированных забоев и увеличение нагрузок В. А. Алесенко были присвоены звания «Заслуженный шахтер Украины», «Почетный шахтер», он был награждён орденом Ленина, знаками «Шахтерская Слава» трех степеней. В марте 1971 года к этим отличиям прибавилось звание Героя Социалистического Труда.
В. А. Алесенко принимал активное участие в общественно-политической жизни города и коллектива шахты № 66-67 «Маяк», где он трудился до последних дней своей жизни. Свердловской киностудией Дворца культуры имени Я. М. Свердлова создан кинофильм об В. А. Алесенко «Покоренный атаман».
Умер 28 июля 1981 года.